# ACTUV

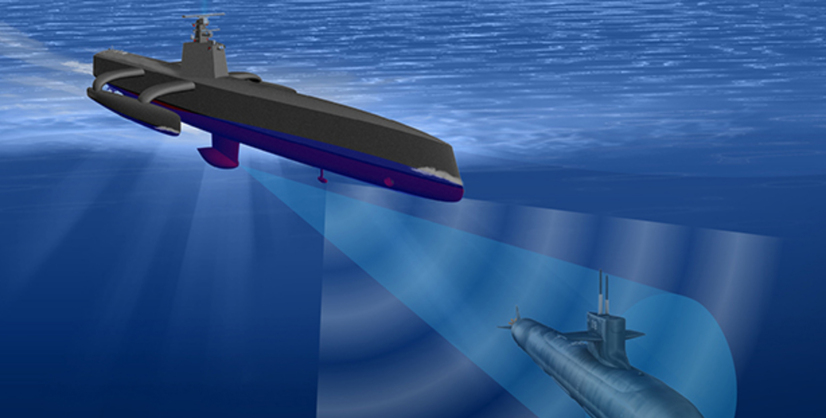
Anti-Submarine Warfare Continuous Trail Unmanned Vessel

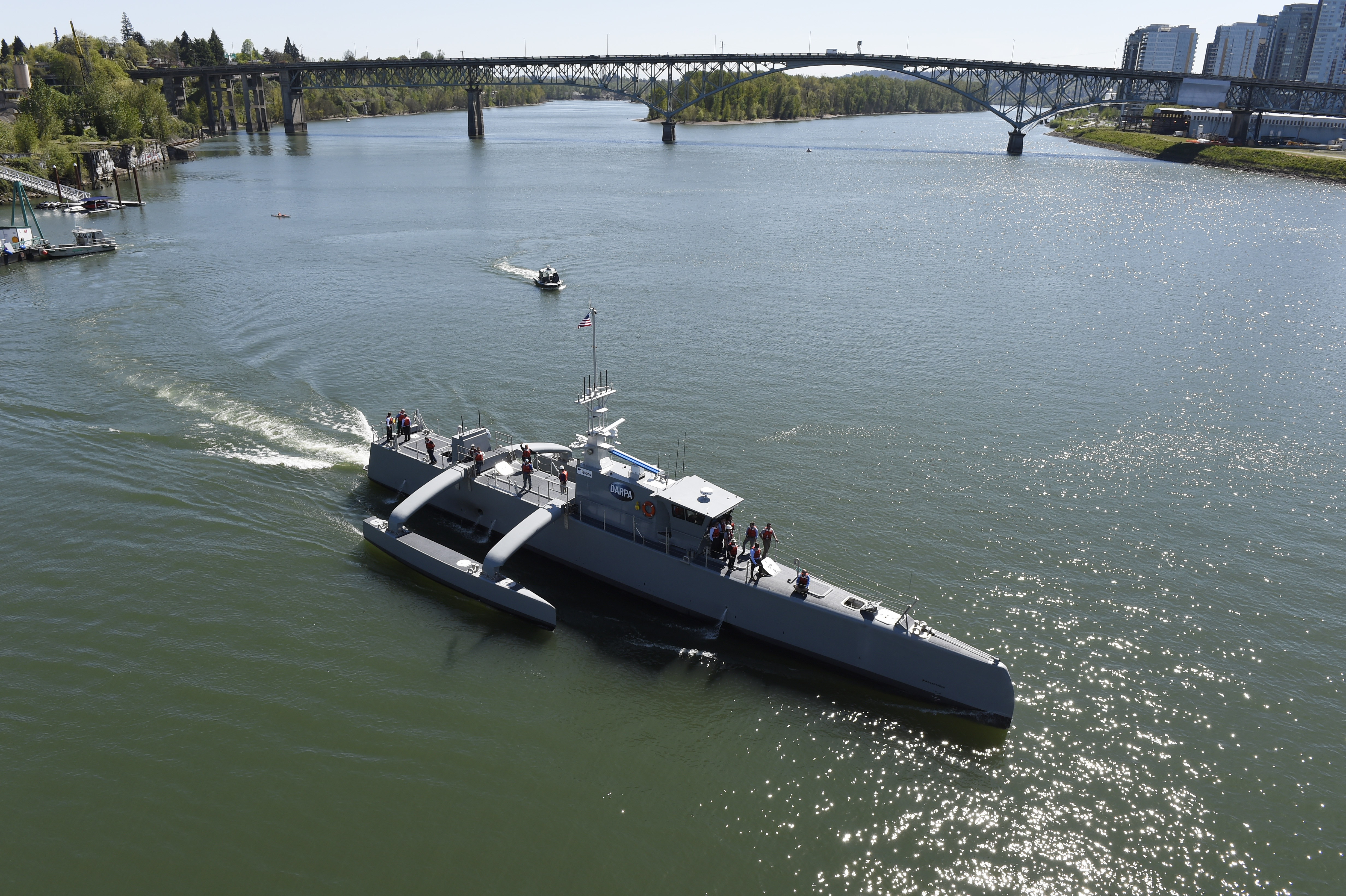
Unbemannter Trimaran Sea Hunter der DARPA im April 2016

Anti-Submarine Warfare Continuous Trail Unmanned Vessel (ACTUV) ist ein Forschungsprojekt der United States Navy und DARPA. Ziel ist es, ein unbemanntes Wasserfahrzeug zu entwickeln, das in der Lage ist, diesel-elektrische U-Boote aufzuspüren und zu verfolgen. Ein Prototyp wurde im April 2016 getauft.

## Ziele
Das ACTUV Programm verfolgt die folgenden 3 Hauptziele:
- Prüfen der Leistungsfähigkeit einer Überwasserplattform vom Konzept bis zu einem Demonstrator unter der Prämisse, dass zu keinem Zeitpunkt während einer Operation ein Mensch das Fahrzeug betreten muss. Als Resultat soll ein Design-Beispiel entstehen, welches weniger Gewicht auf bei bemannten Seefahrzeugen wichtige Punkte wie Aufteilung, Erreichbarkeit von Systemen, Auftriebsreserven und für die Besatzung notwendige Räume und Systeme legt.  Ziel ist es ein Fahrzeug-Design zu entwickeln, das als state-of-the-art Plattform gegenüber einem diesel-elektrisch angetriebenen U-Boot eine deutlich höhere Antriebsleistung aufweist zu einem Bruchteil der Kosten.[1]
- Fortgeschrittene autonome Systeme sollen es dem ACTUV ermöglichen über Monate hinweg weitestgehend ohne äußere Kontrolle Missionen durchzuführen und dabei mehrere tausend Kilometer Strecke zurückzulegen.  Dazu gehört auch das autonome Einhalten von Seefahrtsregeln, sicherer Navigation, Management der eigenen Systeme für das Erhalten der Einsatzbereitschaft und autonome Reaktionen auf intelligente Gegner.[1]
- Demonstration der Möglichkeiten eines ACTUV Systems bezüglich des Einsatzes unkonventioneller Sensorik und das Erreichen einer zuverlässigen Verfolgung von leisesten Unterwasserzielen über den gesamten Operationszeitraum.

Während das ACTUV Programm seinen Fokus auf die Demonstration der U-Boot-Verfolgungsfähigkeiten legt, sollen der Kern der Plattform und die autonomen Systeme auch eine Grundlage für zukünftige unbemannte Fahrzeuge bieten können.